# Il raggio infernale
Il raggio infernale è un film del 1967, diretto da Gianfranco Baldanello.

## Trama
L'agente segreto Bart Fargo insegue i rapitori dell'inventore di un raggio della morte.